# Albuca tenuis
Albuca tenuis là một loài thực vật có hoa trong họ Măng tây. Loài này được Knudtzon mô tả khoa học đầu tiên năm 1986.